# Montferrer
Montferrer (katalanisch gleichlautend) ist eine französische Gemeinde mit 216 Einwohnern (Stand 1. Januar 2022) im Département Pyrénées-Orientales in der Region Okzitanien. Sie gehört zum Arrondissement Céret und zum Kanton Le Canigou.

## Nachbargemeinden
Nachbargemeinden von Montferrer sind Corsavy im Norden, Arles-sur-Tech im Osten, Saint-Laurent-de-Cerdans im Süden und Le Tech im Westen.

## Bevölkerungsentwicklung
| Jahr      | 1962 | 1968 | 1975 | 1982 | 1990 | 1999 | 2013 |
| Einwohner | 255  | 215  | 260  | 226  | 353  | 221  | 188  |

## Sehenswürdigkeiten
- romanische Kirche Sainte-Marie (11./13. Jahrhundert)
- Ruinen des Château Montferrer

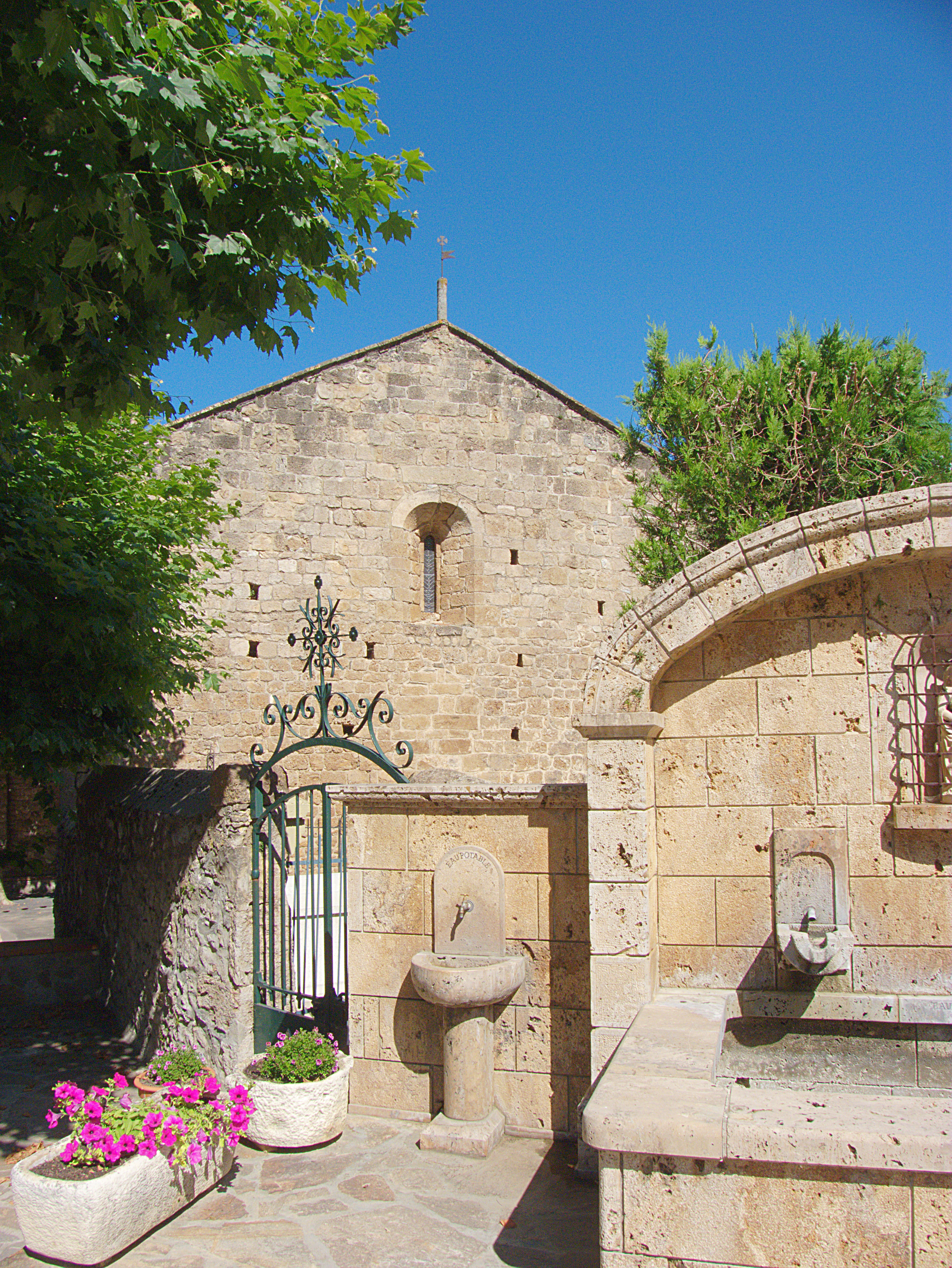
Kirche Sainte-Marie
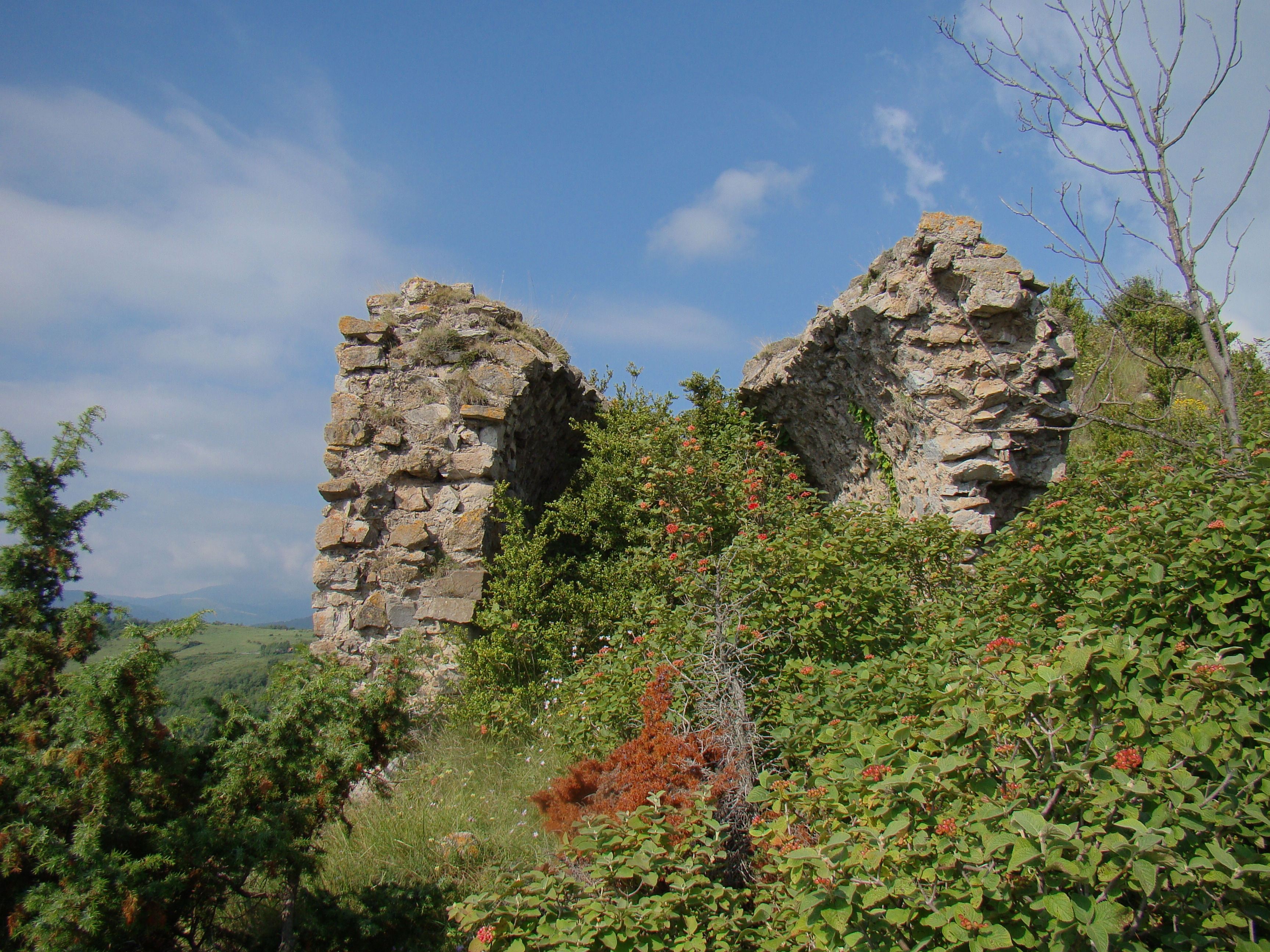
Ruinen des Château Montferrer
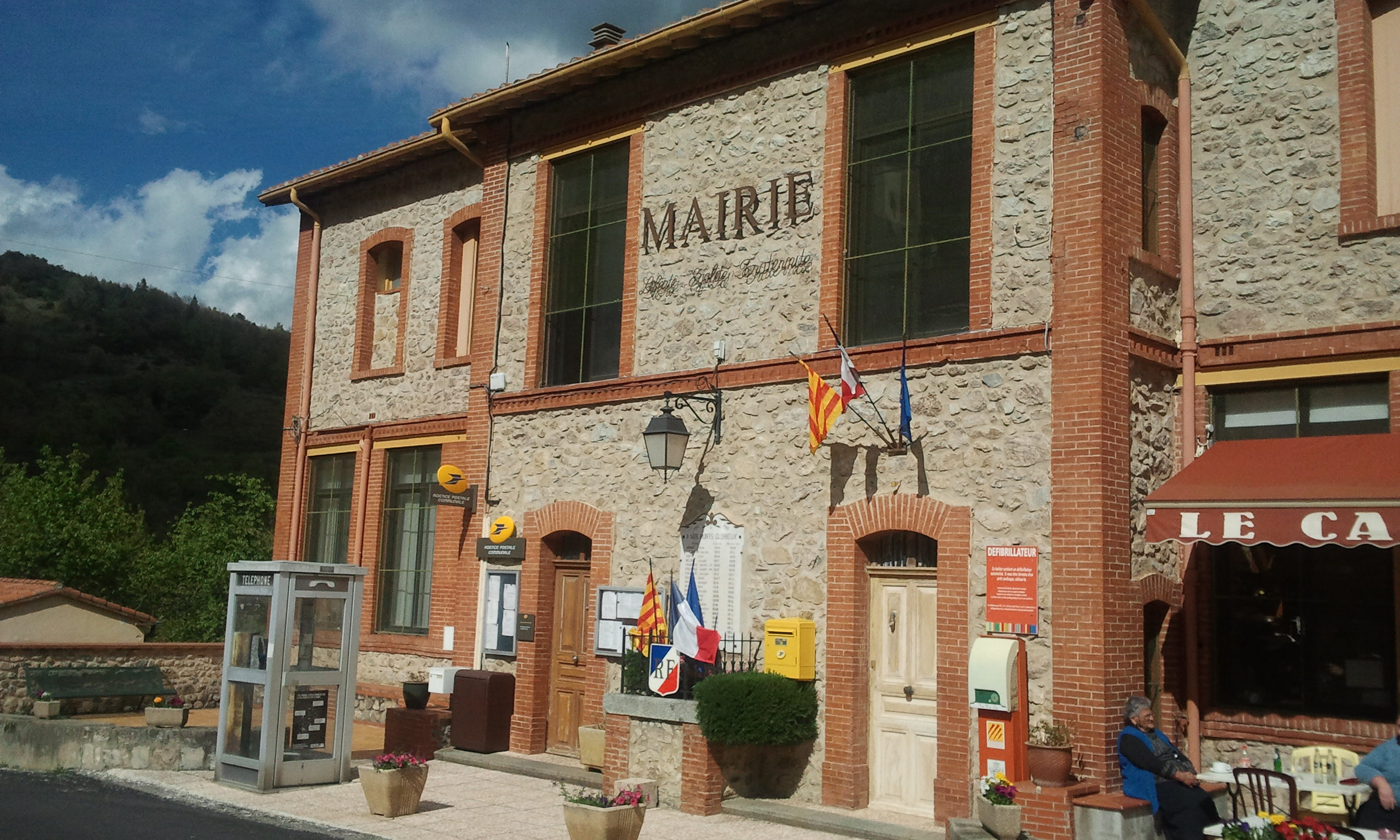
Mairie Montferrer

## Persönlichkeiten
- Thomas I. de Banyuls (1556–1627), seigneur de Nyer et Montferrer, Gouverneur von Huesca in Aragón
- Thomas II. de Banyuls (1619–1659), baron de Nyer, seigneur de Nyer, Montferrer etc., Gouverneur von Roussillon, Cerdagne und den Abruzzen
- Raymond de Banyuls (1747–1829), 5. Marquis de Montferré, französischer Militär